# 湊顯
湊 顯（湊 顕、みなと あきら、1905年（明治38年）4月2日 - 1992年（平成4年）3月20日）は、日本の薬学者。薬学博士。専門は臓器薬化学。北海道薬科大学初代学長。千葉大学名誉教授。岩手県生まれ。
1930年（昭和5年）東京帝国大学医学部薬学科卒業。同年、同医学部助手。1937年（昭和12年）東京薬学専門学校講師。1942年（昭和17年）千葉医科大学薬学専門部教授。1951年（昭和26年）千葉大学薬学部教授。1962年（昭和37年）同薬学部長。1974年（昭和49年）千葉大学停年退官。同名誉教授。北海道薬科大学初代学長に就任。1984年（昭和59年）北海道薬科大学退職。
1942年 東京大学薬学博士。論文の題は「海龜油の研究」。 

## 受賞歴
- 勲二等瑞宝章（1984年）

## 著書
- 『ホルモン』（河出書房、1948年）
- 『新生化学実験』（南山堂、1959年初版・1962年訂正第2版）